# میسائل پاستارنا بوررو
میسائل پاستارنا بوررو (Misael Pastrana Borrero زاده ۱۴ نوامبر ۱۹۲۳ – درگذشته ۲۱ اوت ۱۹۹۷) بیست و سومین رئیس‌جمهور کلمبیا از سال ۱۹۷۰ تا ۱۹۷۴ بود.

## زندگی‌نامه
میسائل پاستارنا بوررو در نیوا، اویلا، بخش اویلا، کلمبیا متولد شد.
در طی چهار سال ریاست جمهوری پاستارنا، کلمبیا شاهد پیشرفت‌هایی بود. او به دنبال افزایش فرصت‌های شغلی با یک استراتژی مشهور در چهار نقطه بود و تلاش کرد تا پس‌اندازهای ملی را به عنوان راهی برای از بین بردن وابستگی به سرمایه‌گذاری خارجی و اعتبار افزایش دهد. همچنین حقوق بازنشستگی را برای بسیاری از مردم افزایش داد.
دومین پسر او، آندرس پاستارانا آرانگو، بعدها در سالهای ۱۹۹۸ تا ۲۰۰۲ رئیس‌جمهور کلمبیا شد.

## درگذشت
پاستارنا در ۲۱ اوت ۱۹۹۷ در سن ۷۴ سالگی در بوگوتا، کلمبیا، درگذشت.